# Sakiaber
Sakiaber (Pithecia) er en slægt af små primater i familien Pitheciidae. De er udbredt i Sydamerika fra det sydlige Colombia over Peru og ind i det nordlige Bolivia og det centrale Brasilien. Deres levested er især regnskove.
Det er dagaktive dyr. Når de skal sove, ruller de sig sammen som en kat.

## Beskrivelse
Sakiaber er små aber med lang busket hale og en grov pjusket pels. De har en kropslængde på 30 til 55 centimeter, og halen er lige så lang. Vægten er 1,5 til 3 kilogram. Lemmerne er tilpasset et liv i træerne, hvor kraftige bagben gør det muligt at foretage lange spring.
De er generelt meget sky og forsigtige dyr, der lever i familiegrupper bestående af et par forældre og deres afkom. Et par lever ofte hele livet sammen. Et territorie forsvares overfor andre familier. De lever hovedsageligt af frø og hårdskallede frugter, som deres tænder er godt tilpasset.
Parringen kan foregå hele året. Efter 160 til 180 dage fødes en enkelt unge. I modsætnig til de andre monogame sydamerikanske primater er det moren, der især passer ungen.

## Arter
Siden 2014 har man skelnet mellem 16 arter, der ligner hinanden meget. Af disse er fem tidligere anerkendt, tre er arter der tidligere mentes at være identiske med disse, tre blev tidligere regnet som underarter og fem er nybeskrevne arter. Opdelingen i 16 arter er sket på baggrund af 876 skind og 790 kranier fra museer i 17 forskellige lande samt ud fra fotografier, men altså ikke ud fra genetiske undersøgelser. Man er gået ud fra, at amazonområdets floder ikke bliver overskredet af sakiaberne og derfor optræder som barrierer i forhold til artsdannelsen ligesom det tidligere er blevet bekræftet for andre abegrupper ved hjælp af genetiske analyser.
- Pithecia aequatorialis (Hershkovitz, 1987)
- Pithecia albicans (Gray, 1860)
- Pithecia cazuzai sp. nov. 2014
- Pithecia chrysocephala (I. Geoffroy Saint-Hilaire, 1850)
- Pithecia hirsuta (Spix, 1823)
- Pithecia inusta (Spix, 1823)
- Pithecia irrorata (Gray, 1842)
- Pithecia isabela sp. nov. 2014
- Munkesaki, Pithecia monachus (É. Geoffroy Saint-Hilaire, 1812)
- Pithecia milleri (J. A. Allen, 1914)
- Pithecia mittermeieri sp. nov. 2014
- Pithecia napensis (Lönnberg, 1938)
- Hvidhovedet saki, Pithecia pithecia (Linnaeus 1766)
- Pithecia pissinattii sp. nov. 2014
- Pithecia rylandsi sp. nov. 2014
- Pithecia vanzolinii (Hershkovitz, 1987)